# ユン・ギュンサン
ユン・ギュンサン（ハングル：윤균상、1987年3月31日 - ）は、韓国の俳優、モデル。management_am9所属。

## 出演

### テレビドラマ
- シンイ-信義-（2012年、SBS）- トクマン役[1]
- カプトンイ 真実を追う者たち（2014年、tvN）
- ピノキオ（2014年、SBS） - キ・ジェミョン役[2]
- 君を愛した時間～ワタシとカレの恋愛白書（2015年、SBS） - チャ・ソフ役[3]
- 六龍が飛ぶ（2015年、SBS） - ムヒュル役[4]
- ドクターズ〜恋する気持ち〜（2016年、SBS） - チョン・ユンド役[5]
- 恋するシャイニングスター（2016年、Webドラマ） - カメオ出演
- 逆賊-民の英雄ホン・ギルドン（2017年、MBC）- 主演：ホン・ギルドン（洪吉童）役[6][7]
- あなたが眠っている間に（2017年、SBS） - カメオ出演
- おしえて!イルスン（2017年 - 2018年、JTBC）- 主演：キム・ジョンサム / オ・イルスン役
- とにかくアツく掃除しろ! 〜恋した彼は潔癖王子!?〜（2018年 - 2019年、JTBC） - 主演：チャン・ソンギョル役
- 緑豆の花（2019年、SBS） - カメオ出演
- 潜入弁護人～Class of Lies～（原題：ミスター期間性）（2019年、OCN） - 主演：キ・ムヒョク（キ・ガンジェ）役
- バラマンション（2022年、TVING） - 主演：ミンス

### 映画
- 君に泳げ!（2013年） - ユン・ギュンサン役
- 恋するインターン～現場からは以上です!～（2015年）[8]

### バラエティ番組
- 三食ごはん - 漁船編（2016年、tvN）[9][10]
- セクションTV芸能通信（2017年、MBC）[11]
- 斬新な整理（2020年 - 2021年、tvN）

## 雑誌
- 『ELLE』2016年7月号[12]

## 受賞・ノミネート

### 受賞
- 2015 SBS演技大賞 新人俳優賞（『六龍が飛ぶ』/『君を愛した時間～ワタシとカレの恋愛白書』）[13]
- 2016 第5回APANスターアワード 新人俳優賞（『ドクターズ〜恋する気持ち〜』）
- 2016 第29回グリメ大賞 新人俳優賞（『六龍が飛ぶ』）

### ノミネート
- 2016 SBS演技大賞 優秀男優賞（『ドクターズ〜恋する気持ち〜』）